# Ferintosh
Ferintosh är en ort i Kanada.   Den ligger i provinsen Alberta, i den centrala delen av landet, 2 800 km väster om huvudstaden Ottawa. Ferintosh ligger 768 meter över havet och antalet invånare är 181. Den ligger vid sjön Little Beaver Lake.
Terrängen runt Ferintosh är platt. Runt Ferintosh är det mycket glesbefolkat, med 2 invånare per kvadratkilometer.. Närmaste större samhälle är New Norway, 11,2 km norr om Ferintosh.
Trakten runt Ferintosh består till största delen av jordbruksmark.